# Alojz Sardoč
Alojz Sardoč, slovenski učitelj, narodni delavec in kartuzijan, * 8. julij 1895, Slivno pri Nabrežini, † 16. september 1976, Lucca, Italija.
Alojz Sardoč, tudi Lojze Sardoč, pater Lanuin, se je rodil v družini zidarja Josipa Sardoča v Slivnem v Občini Devin - Nabrežina, umrl v Lucci.

## Življenje in delo
Rodil se je očetu zidarju Josipu in materi Mariji (rojeni Milič). Ko je bil star 4 leta se je družina preselila v Gorico, kjer je končal osnovno šolo in učiteljišče. Po končanem šolanju je eno leto poučeval na Avtižah, dve leti pa v Podgrajah, od koder so ga poklicali v Avstro-ogrsko vojsko. Pri vojakih je namenoma toliko časa stradal, da so ga poslali domov. V Podgradu je ostal še do konca vojne. Tu so ga 20. marca 1919 z bratom Dorčetom in še dvema fantoma iz vasi aretirali, potem ko so v gostilni peli slovenske pesmi. V Trstu je bil pred vojaškim sodiščem obsojen na 6 mesecev zapora. Po prestani kazni ni dobil učiteljske službe, zato se je preselil v Gorico, kjer se je zaposlil pri podjetju, ki je trgovalo z vinom. Avgusta 1923 se je poročil z Ano Bratuž, sestro skladatelja Bratuža, ki pa je eno leto po poroki umrla na porodu. V Gorici je deloval v katoliških organizacijah in bil leta 1925 predsednik društva Mladika.
Politično je bil med obema vojnama sodelavec Janka Kralja. Delovno mesto v trgovini z vinom mu je omogočalo, da je veliko potoval. Poznali so ga od Reke do Trbiža. Čeprav sta si bila z bratom ideološko povsem različna, sta bila zelo navezana drug na drugega in Alojz je na potovanjih lahko opravil marsikatero nalogo ali kako drugače pomagal bratu-tigrovcu. Spomin Dorčeta Sardoča na brata-meniha je posebno živ in topel v nekaterih prizorih knjige Tigrova sled : pričevanje o uporu primorskih ljudi pod fašizmom (poglavje Obisk na Liparih). (COBISS). Leta 1941 se je Alojz Sardoč umaknil v samostan, menda po zaobljubi, da gre za meniha, če bo brat Dorče, obtožen na 2. tržaškem procesu, ostal živ. Leta 1942 je v kartuziji Farneti (pokrajina Lucca) postal kartuzijan in dobil ime pater Lanuin. Leta 1949 je v kartuziji prejel mašniško posvečenje in pel novo mašo. Do smrti se je zanimal za delo in življenje svojih primorskih rojakov.